# Liste de personnalités figurant sur les timbres d'Italie
Cet article fait la liste des personnalités présentes sur les timbres-poste d'Italie, du territoire libre de Trieste (uniquement pour les zones contrôlées par le gouvernement italien), des postes coloniales italiennes, des territoires occupés par l'Italie pendant la Première Guerre mondiale, des bureaux de poste italienne à l'étranger et des États italiens.
On remarque la forte présence de personnalités religieuses (saints, papes, Jésus-Christ et Marie...) ce qui est dû à l'Histoire italienne et sa proximité avec l'Église. Les personnalités représentées sont dans leur immense majorité italiennes avec beaucoup de peintres, de compositeurs ou d'écrivains mais aussi de scientifiques. 
Le premier timbre-poste italien émis date de 1861 et représente le roi Victor-Emmanuel II.

## Italie

### A
- Lodovico Acernese, père (2007)

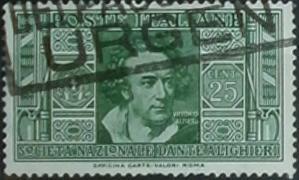
Vittorio Alfieri sur un timbre de 1932.

- Salvo D'Acquisto, militaire (1975)
- Konrad Adenauer, homme d'Etat (1971)
- Leon Battista Alberti, philosophe (1972)
- Michele Alboreto, pilote automobile (2009)
- Emilio Alessandrini, magistrat (2009)
- Franco Alfano, compositeur (1975)
- Vittorio Alfieri, dramaturge (1932, 1949, 2003)
- Dante Alighieri, poète (1921, 1932-1933, 1938, 1945, 1965, 1990, 2008-2009, 2011)
- Maria Gaetana Agnesi, mathématicienne (2018)
- Les frères Alinari, inventeur (2003)
- Edmondo De Amicis, écrivain (2008)
- Fra Angelico, peintre (1955)
- Pietro Annigoni, peintre (2010)
- Gabriele D'Annunzio, écrivain (1963, 2013)
- Thomas d'Aquin, théologien (1974)
- Archimède, scientifique (1983)
- Guido d'Arezzo, moine (1950)
- Pierre l'Arétin, écrivain (1977)
- Silvano Arieti, psychiatre (2014)
- L'Arioste, poète (1932, 1974)
- Alberto Ascari, pilote automobile (2005)
- Claire d'Assise, sainte (1953)
- François d'Assise, saint (1926, 1976, 1982)
- Auguste, empereur (1929, 1945, 2014)
- Amedeo Avogadro, physicien (1956)

### B

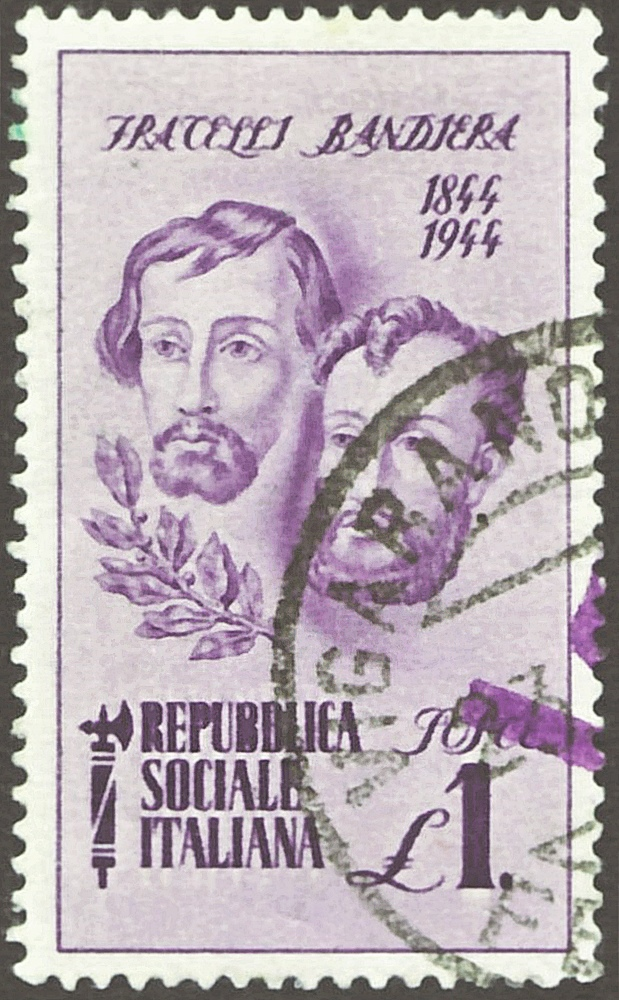
Les Frères Bandiera sur un timbre de 1944 commémorant les 100 ans de leur mort.

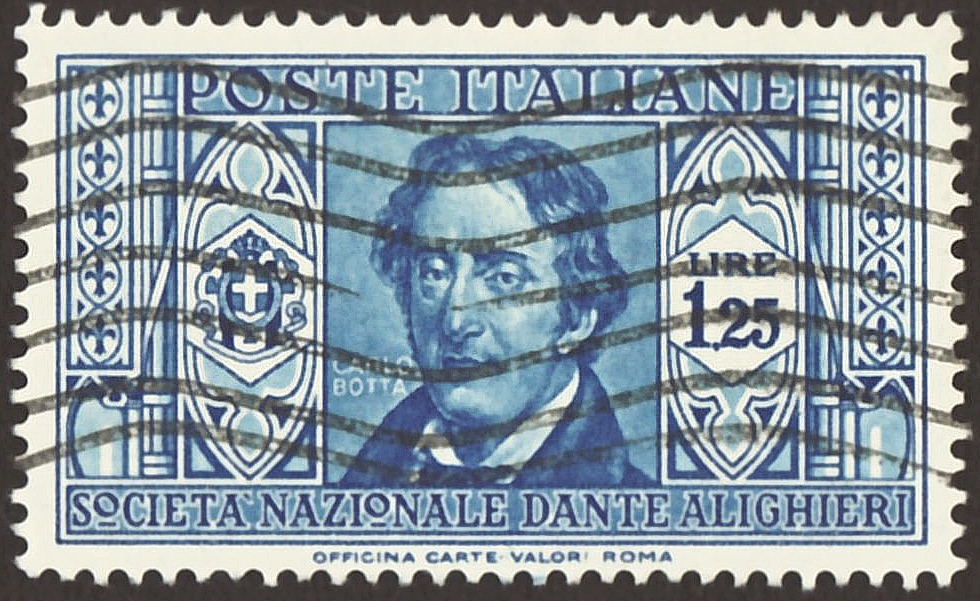
Carlo Giuseppe Guglielmo Botta sur un timbre de 1932.

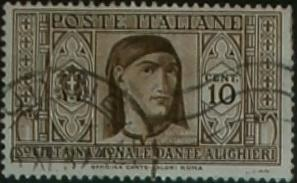
Giovanni Boccaccio sur un timbre de 1932.

- Jean-Sébastien Bach, musicien (1985)
- Eugenio Balzan, journaliste (2003)
- Les Frères Bandiera, patriotes (1944)
- Francesco Baracca, pilote (1968)
- Jacopo Barozzi da Vignola, architecte (2007)
- Eugenio Barsanti, ingénieur (2003)
- Gino Bartali, cycliste (2009)
- Agostino Bassi, biologiste (1953)
- Edoardo Bassini, chirurgien (1977)
- Cesare Battisti, patriote (1966)
- Marie-José de Belgique, reine (1930)
- Giuseppe Gioachino Belli, poète (1963, 1991, 2013)
- Giovanni Bellini, peintre (1974)
- Vincenzo Bellini, compositeur (1935, 1952, 1985, 2000)
- Janvier de Bénévent, saint (2009)
- Benoît XVI, pape (2005, 2010, 2012)
- Raffaele Bensi, homme d'Eglise (2009)
- Enrico Berlinguer, homme d'Etat (2014)
- Alfredo Binda, cycliste (2002)
- Norberto Bobbio, philosophe (2009)
- Boccace, écrivain (1932, 1975)
- Luigi Bocconi, économiste (2002)
- Giambattista Bodoni, graveur (1964)
- Arrigo Boito, compositeur (1968)
- Alberto Bolaffi, philatéliste (1991)
- Giulio Bolaffi, philatéliste (1991)
- Giotto di Bondone, peintre (1937)
- Massimo Bontempelli, romancier (1979)
- Charles Borromée, saint (1988)
- Francesco Borromini, architecte (1974)
- Paolo Borsellino, juge (2002)
- Jean Bosco, saint (1987, 2015)
- Carlo Giuseppe Guglielmo Botta, historien (1932)
- Vittorio Bottego, militaire (1960)
- Sandro Botticelli, peintre (1973)
- Bertolt Brecht, écrivain (1998)
- Filippo Brunelleschi, architecte (1977)
- Giordano Bruno, philosophe (2000)
- Bruno Buozzi, homme politique (1984)
- Ferruccio Busoni, compositeur (1975)
- Dino Buzzati, journaliste (2006)
- Lord Byron, poète (1959)

### C
- Françoise-Xavière Cabrini, sainte (2016)
- Luigi Calabresi, commissaire de police (2005)
- Piero Calamandrei, écrivain (2016)
- Mario Calderara, pilote (2003)
- Maria Callas, artiste lyrique (2007)
- Eva Mameli Calvino, botaniste (2018)
- Temistocle Calzecchi-Onesti, physicien (1993)
- Mario Camerini, réalisateur (1998)
- Tommaso Campanella, philosophe (1968)
- Antonio Canova, sculpteur (1957)
- Giovanni Battista Caproni, ingénieur (2003)
- François Caracciolo, saint (2008)
- Le Caravage, peintre (1960, 2010)
- Giosuè Carducci, poète (1932, 1957, 2007)
- Gian Rinaldo Carli, économiste (2003)
- Primo Carnera, boxeur (2007)
- Nicolò Carosio, journaliste (2007)
- Rosalba Carriera, peintre (1974)
- Enrico Caruso, chanteur d'opéra (1973)
- Rita de Cascia, religieuse (1981)
- Alfredo Catalani, compositeur (1954)
- Carlo Cattaneo, philosophe (2011)
- Catulle, poète (1949)
- Giovanni Battista Cavalcaselle, historien de l'art (1997)
- Camillo Cavour, homme d'Etat (2010-2011)
- Célestin V, saint (1996)
- Jules César, empereur (1929, 1937-1938, 1942, 1945)
- Charlie Chaplin, acteur (1989)
- Luigi Cherubini, compositeur (1977)
- Damiano Chiesa, patriote (1966)
- Carlo Alberto dalla Chiesa, militaire (2002)
- Edoardo Chiossone, graveur (1988)
- Cicéron, homme d'Etat (1957)
- Francesco Cilea, compositeur (1975)
- Domenico Cimarosa, poète (1949, 2000)
- Mario Cobianchi, pilote (2003)
- Francesco Coco, magistrat (2016)
- Christophe Colomb, navigateur (1938, 1951, 1991-1992, 1998, 2006)
- Daniel Comboni, essayiste (1981)
- Arcangelo Corelli, violoniste (1953)
- Joseph-Benoît Cottolengo, prêtre (1993)
- Benedetto Croce, philosophe (1965, 2016)

### D
- Carlo Dapporto, acteur (2011)
- Charles Darwin, naturaliste (2009)
- David (Bible), homme d'Etat (2014)
- Grazia Deledda, femme de lettres (1971)
- Emilio Diena, philatéliste (1989)
- Carlo Dolci, peintre (1976)
- Gaetano Donizetti, compositeur (1948, 1998)
- Eleonora Duse, comédienne (1958)

### E
- Luigi Einaudi, homme d'Etat (1974, 2012)
- Albert Einstein, physicien théoricien (1979, 1995)
- Josemaría Escrivá de Balaguer, saint (2002)
- Étienne, saint (2005)

### F
- Giovanni Falcone, juge (2002)

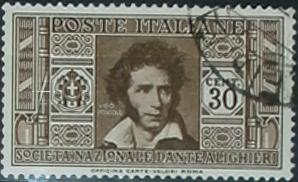
Ugo Foscolo sur un timbre de 1932.

- Amintore Fanfani, homme d'Etat (2008)
- Luigi Carlo Farini, médecin (2012)
- Giovanni Fattori, peintre (1958)
- Federico Fellini, réalisateur (2010)
- Victorin de Feltre, instituteur (1978)
- Ferdinand II, roi (1959)
- Enrico Fermi, physicien (1967, 2001)
- Gaudenzio Ferrari, peintre (1950)
- Galileo Ferraris, ingénieur (1997)
- Francesco Ferrucci, militaire (1930)
- Les Pieuses Maîtresses Filippini, religieuses (1992)
- Eduardo De Filippo, dramaturge (1998)
- Fabio Filzi, patriote (1966)
- Ennio Flaiano, écrivain (2010)
- Antonio Fogazzaro, poète (2010)
- Eleonora de Fonseca Pimentel, poète (1999)
- Ugo Foscolo, écrivain (1932, 1979)
- François, pape (2013-2015)
- François Xavier, saint (2006)
- Frédéric II, empereur (1994)
- Girolamo Frescobaldi, compositeur (1983)

### G
- Youri Gagarine, cosmonaute (2011)

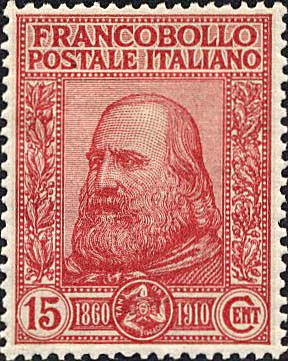
Giuseppe Garibaldi sur un timbre de 1910 commémorant les 50 ans du plébiscite italien.

- Galilée, mathématicien (1942, 1945, 1964, 1983, 1995, 2014)
- Duccio Galimberti, avocat (2007)
- Dina Galli, actrice (1977)
- Luigi Galvani, physicien (1934, 1991)
- Luigi Ganna, cycliste (2007)
- Federico García Lorca, poète (1998)
- Anita Garibaldi, femme politique (1932, 2011)
- Giuseppe Garibaldi, homme politique (1910, 1932-1933, 1957, 1970, 1982, 2007, 2011)
- Alcide De Gasperi, homme d'Etat (1971, 1981, 2005)
- Vittorio Gassman, acteur (2010)
- Gattamelata, militaire (1970)
- Vincenzo Gemito, sculpteur (1952)
- Giovanni Gentile, philosophe (1994)
- Alberico Gentili, juriste (2008)
- Pietro Germi, réalisateur (1997)
- Ludovico Geymonat, philosophe (2008)
- Lorenzo Ghiberti, sculpteur (1976)
- Domenico Ghirlandaio, peintre (1976)
- Beniamino Gigli, ténor (2007)
- Vincenzo Gioberti, philosophe (2011)
- Giovanni Giolitti, homme d'Etat (2003)
- Umberto Giordano, compositeur (1967)
- Giovanni Giorgi, physicien (1990)
- Carlo Gnocchi, prêtre (2002, 2016)
- Johann Wolfgang von Goethe, philosophe (1999, 2009)
- Carlo Goldoni, auteur dramatique (1977, 1993)
- Camillo Golgi, médecin (1994)
- Guido Gonella, homme politique (2005)
- Maria Goretti, sainte (2002)
- Antonio Gramsci, philosophe (1987)
- Achille Grandi, homme politique (1984)
- Giovanni Battista Grassi, zoologiste (1955)
- Grégoire Ier, pape (2006)
- Louis Guanella, prêtre (2004)
- Giovannino Guareschi, journaliste (2008)
- Ferdinand Ier de Guastalla, militaire (2007)
- François Guichardin, historien (1983)
- Teresa Gullace, victime de la Seconde guerre mondiale (1995)

### H
- Rowland Hill, inventeur (1979)
- Adolf Hitler, homme d'Etat (1941)
- Horace, poète (1936)
- Hormisdas, saint (2014)

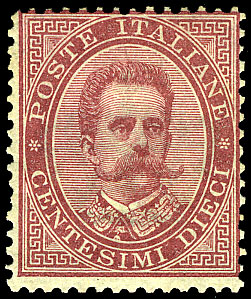
Humbert Ier sur un timbre de 1879.

- Humbert Ier, roi (1879, 1882, 1889-1891, 1893-1896)
- Humbert II, roi (1930)

### I
- Peppino Impastato, journaliste (2018)
- Nilde Iotti, femme d'Etat (2006)

### J
- Jean, saint (2005)
- Jean le Baptiste, prédicateur (2013)
- Jean-Paul Ier, pape (2012)
- Jean-Paul II, pape (1998, 2005, 2011, 2014)
- Jean XXIII, pape (1981, 2012, 2014)
- Jésus-Christ, prophète (chaque année)
- Joseph, saint (chaque année ou presque)

### K
- Lajos Kossuth, homme d'Etat (1994)

### L
- Ignace de Laconi, saint (2005)

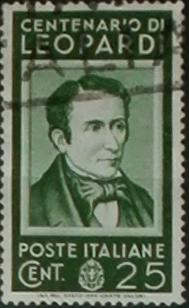
Giacomo Leopardi sur un timbre de 1937 célébrant son anniversaire.

- Giuseppe Tomasi di Lampedusa, écrivain (2007)
- Tommaso Landolfi, écrivain (2008)
- Camille de Lellis, saint (2014)
- Jean Leonardi, saint (2009)
- Giacomo Leopardi, poète (1932, 1937, 1998)
- Primo Levi, chimiste (2012)
- Rita Levi-Montalcini, neurologue (2013)
- Alphonse de Liguori, saint (1987)
- Filippino Lippi, peintre (1957)
- Emanuela Loi, policière (1997)
- Leo Longanesi, journaliste (2005)
- Ignace de Loyola, saint (2006)
- Luc, saint (1993)
- Georges de Lydda, saint (1957)

### M

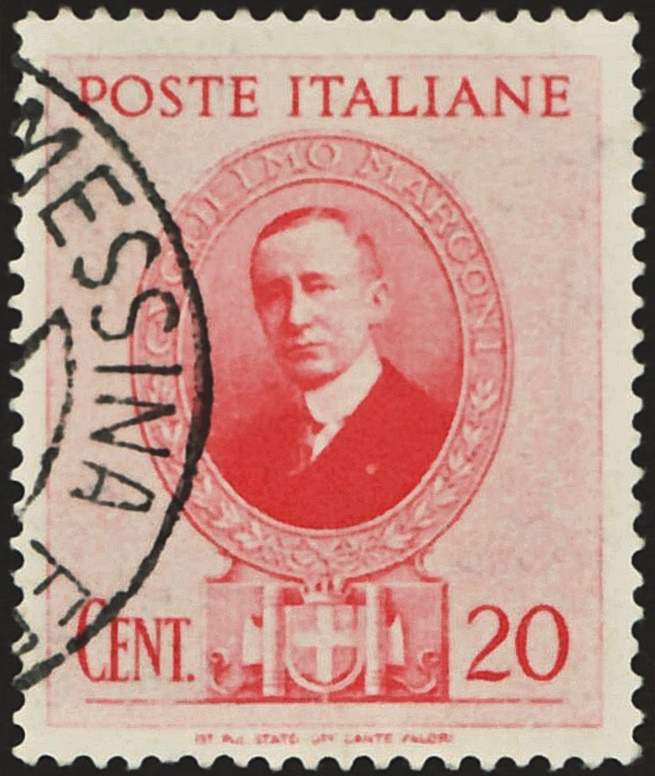
Guglielmo Marconi sur un timbre de 1938.

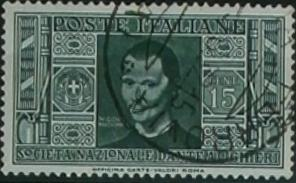
Nicolas Machiavel sur un timbre de 1932.

- Nicolas Machiavel, penseur (1932, 1969)
- Carlo Maderno, architecte (1979)
- Tommaso Maestrelli, footballeur (2016)
- Clara Maffei, femme de lettres (2011)
- Anna Magnani, actrice (1997, 2008, 2016)
- Gérard Majella, saint (2005)
- Ettore Majorana, physicien (2006)
- Curzio Malaparte, écrivain (1998)
- Marcello Malpighi, médecin (1978)
- Antonio Mancini, peintre (1952)
- Ugo La Malfa, homme politique (2003)
- Goffredo Mameli, poète (1999)
- Andrea Mantegna, peintre (1974, 2006)
- Alde Manuce, imprimeur (2015)
- Alessandro Manzoni, poète (1923, 1973)
- Concetto Marchesi, homme politique (2007)
- Alessandro Marchetti, ingénieur (2003)
- Marco De Marchi, philatéliste (1987)
- Guglielmo Marconi, physicien (1938, 1965, 1974, 1995)
- Marie, sainte (chaque année)
- Filippo Tommaso Marinetti, écrivain (1996)
- Giovanni Martinelli, chanteur d'opéra (1985)
- Martino Martini, cartographe (2014)
- Mia Martini, chanteuse (2018)
- Gaetano Martino, médecin (2000)
- Les Martyrs de Belfiore, martyrs (1952)
- Gaetano Marzotto, homme politique (1950)
- Pietro Mascagni, poète (1963)
- Guglielmo Massaia, cardinal (1952)
- Enrico Mattei, industriel (2006)
- Giacomo Matteotti, député (1955)
- Felice Matteucci, inventeur (2003)
- Jules Mazarin, cardinal (2002)
- Filippo Mazzei, médecin (1980)
- Giuseppe Mazzini, révolutionnaire (1922, 1949, 1955, 1971-1972, 2005, 2011)
- Valentino Mazzola, footballeur (2009)
- Primo Mazzolari, prêtre (2009)
- Mario Mazzuca, rugbyman (2010)
- Anne-Marie-Louise de Médicis, femme d'Etat (2013)
- Laurent de Médicis, homme d'Etat (1949, 1992)
- Ciro Menotti, patriote (1981)
- Saverio Mercadante, compositeur (1970)
- Giuseppe Mercalli, sismologue (2014)
- Mère Teresa, sainte (1998)
- Aristide Merloni, homme d'affaires (1997)
- Antonello de Messine, peintre (1953)
- Antonio Meucci, inventeur (1965, 1978, 2003)
- Corrado Mezzana, (1990)
- Pietro Micca, militaire (1977)
- Ambroise de Milan, saint (1997)
- Pietro Miliani, imprimeur (1994)
- Giovanni Minozzi, prêtre (2009)
- Géminien de Modène, saint (1997)
- Domenico Modugno, chanteur (2018)
- Renato Mondolfo, philatéliste (1995)
- Ernesto Teodoro Moneta, journaliste (1983)
- Eugenio Montale, poète (1996)
- Indro Montanelli, écrivain (2009)
- Frédéric III de Montefeltro, militaire (1982)
- Hélène de Monténégro, reine (2002)
- Maria Montessori, médecin (1970, 2007)
- Claudio Monteverdi, compositeur (1967)
- Louis-Marie Monti, chef religieux (2000)
- Aldo Moro, homme d'Etat (2003, 2016)
- Giuseppe Morosini, prêtre (1997)
- Wolfgang Amadeus Mozart, compositeur (1991)
- Vincenzo Muccioli, (2009)
- Ludovico Antonio Muratori, écrivain (1950)
- Benito Mussolini, homme d'Etat (1941)

### N
- Giulio Natta, chimiste (1994)
- Amedeo Nazzari, acteur (2007)
- Ada Negri, poétesse (2018)
- Carina Massone Negrone, aviatrice (1996)
- Philippe Néri, saint (2015)
- Ippolito Nievo, écrivain (1961)
- Benoît de Nursie, saint (1980)
- Tazio Nuvolari, pilote de course (1992)

### O
- Vittorio Occorsio, magistrat (2016)
- Teresio Olivelli, résistant (2016)
- Louis Orione, saint (1972)
- Vittorio Emanuele Orlando, homme d'Etat (2002)
- Ovide, poète (1957)

### P

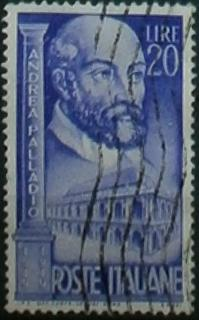
Andrea Palladio sur un timbre de 1949.

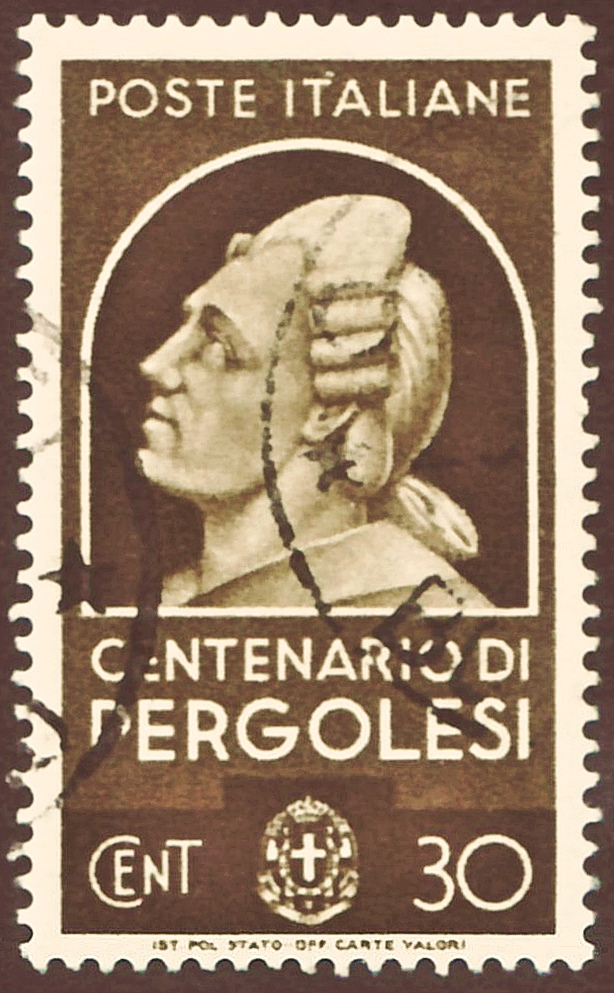
Giovanni Battista Pergolesi sur un timbre de 1937 célébrant son anniversaire.

- Antonio Pacinotti, physicien (1934)
- Luca Pacioli, mathématicien (1994)
- Antoine de Padoue, saint (1931, 1995)
- Padre Pio, saint (1998, 2002)
- Niccolò Paganini, violoniste (1982)
- Giovanni Paisiello, compositeur (1990)
- Giovanni Palatucci, policier (2009)
- Giovanni Pierluigi da Palestrina, compositeur (1975)
- Andrea Palladio, architecte (1948-1949)
- Mario Pannunzio, journaliste (2010)
- Giuseppe Parini, poète (1999)
- Giovanni Pascoli, poète (1955, 1962, 2012)
- Pier Paolo Pasolini, écrivain (2015)
- Paul VI, pape (1997, 2012)
- François de Paule, saint (1957, 2007)
- Luciano Pavarotti, chanteur d'opéra (2009)
- Cesare Pavese, écrivain (2008)
- Silvio Pellico, écrivain (1954)
- Giovanni Battista Pergolesi, compositeur (1937, 1986)
- Lorenzo Perosi, compositeur (1972)
- Giorgio Perlasca, fonctionnaire (2010)
- Aureliano Pertile, artiste musical (1985)
- Sandro Pertini, homme d'Etat (1996)
- Le Pérugin, peintre (1951)
- Gaetano Perusini, médecin (2015)
- Pétrarque, écrivain (1932, 1974, 2004)
- Joe Petrosino, policier (2010)
- Giovanni Battista Piazzetta, peintre (1976)
- Jean Pic de la Mirandole, philosophe (1963)
- Niccolò Piccinni, compositeur (2000)
- Pie IX, pape (1978)
- Pie X, pape (2014)
- Pie XII, pape (1983)
- Antonio Pietrangeli, réalisateur (1998)
- Dorando Pietri, athlète (2008)
- Antonio Pigafetta, navigateur (1980)
- Pinturicchio, peintre (2008)
- Giorgio La Pira, homme politique (2004)
- Luigi Pirandello, écrivain (1967)
- Giovanni Battista Piranesi, graveur (1973)
- Carlo Pisacane, révolutionnaire (2011)
- Elena Cornaro Piscopia, philosophe (2018)
- Plaute, auteur (2010)
- Pline l'Ancien, écrivain (1960)
- Maurizio Poggiali, aviateur (2007)
- Marco Polo, marchand (1954, 1996)
- Amilcare Ponchielli, compositeur (1986)
- Piero Portaluppi, architecte (2017)
- Camillo Prampolini, homme politique (1959)
- Giacomo Puccini, compositeur (1974, 2004, 2008)
- Pino Puglisi, prêtre (2018)

### Q
- Salvatore Quasimodo, écrivain (2001)

### R
- Bernardino Ramazzini, médecin (2003)
- Raphaël, peintre (1974)
- Mino Reitano, auteur-compositeur-interprète (2009)
- Leonida Rèpaci, écrivaine (1998)
- Ottorino Respighi, compositeur (1979)
- Matteo Ricci, prêtre (2002)
- Cola di Rienzo, homme d'Etat (2013)
- Augusto Righi, physicien (1950, 1994)
- Adelaïde Ristori, actrice (1996)
- Gian Domenico Romagnosi, philosophe (1961)
- Antonio Rosmini, prêtre (1955, 1997)
- Nil de Rossano, saint (2004)
- Gabriele Rossetti, poète (1983)
- Alessandro Rossi, industriel (1950)
- Gioachino Rossini, auteur (1942, 1968)
- Nino Rota, compositeur (2009)
- Paola Ruffo di Calabria, reine (1997)

### S
- Umberto Saba, écrivain (1983)
- Emilio Salgari, écrivain (2011)
- Antonio Salieri, musicien (2000)

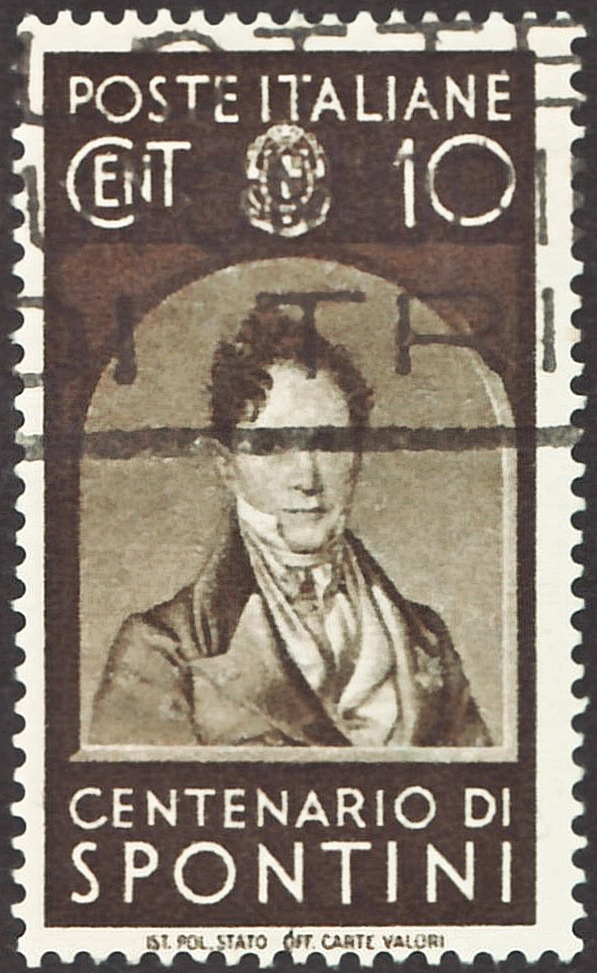
Gaspare Spontini sur un timbre de 1937 célébrant son anniversaire.

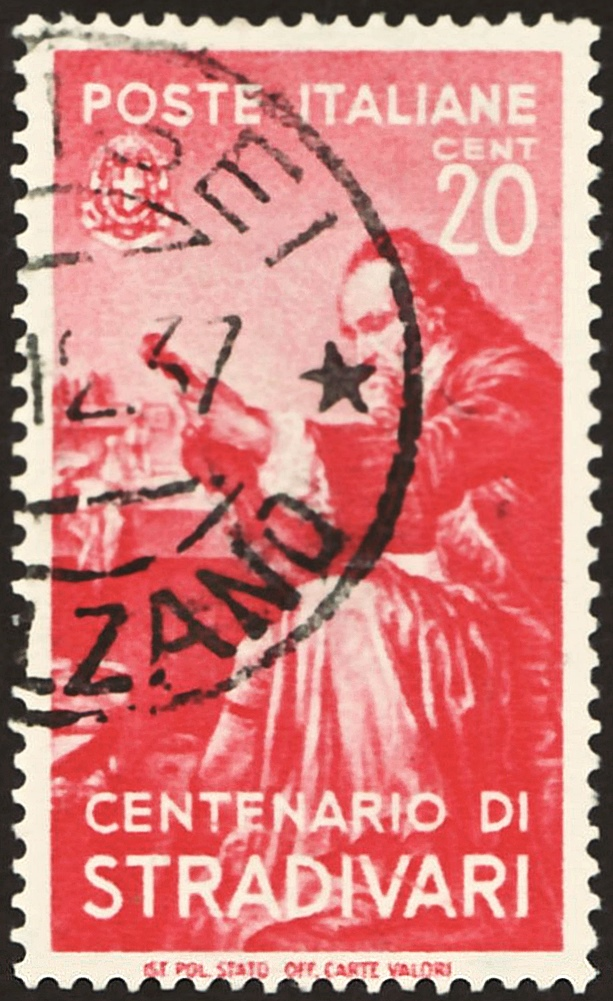
Antonio Stradivari sur un timbre de 1937 célébrant son anniversaire.

- Gaetano Salvemini, historien (1973)
- Giovanni Battista Salvi, peintre (1976)
- Rosario Di Salvo, activiste (2017)
- Francesco De Sanctis, écrivain (1983)
- Paolo Sarpi, historien (1932)
- Nazario Sauro, patriote (1966)
- Dominique Savio, saint (1957)
- Emmanuel-Philibert de Savoie, prince (1928)
- Mafalda de Savoie, princesse (1995)
- Jérôme Savonarole, frère (1952)
- Pierre Savorgnan de Brazza, explorateur (2005)
- Domenico Scarlatti, compositeur (1975)
- Giovanni Schiaparelli, astronome (2010)
- Almerico da Schio, scientifique (2005)
- Robert Schuman, homme d'Etat (1971)
- Leonardo Sciascia, écrivain (2010)
- Quintino Sella, homme politique (1977)
- Giovanni Semeria, écrivain (2009)
- Matilde Serao, journaliste (1978)
- Francesco Severi, mathématicien (1979)
- Vittorio De Sica, réalisateur (2002)
- Catherine de Sienne, sainte (1948, 1962, 1980)
- Luca Signorelli, peintre (1953)
- Sixte V, pape (1985)
- Alberto Sordi, acteur (2010)
- Lazzaro Spallanzani, biologiste (1979)
- Altiero Spinelli, homme politique (2007)
- Gaspare Spontini, compositeur (1937, 1975, 2000)
- Antonio Stradivari, luthier (1937)
- Luigi Sturzo, prêtre (2009)
- Antonino Lo Surdo, physicien (1980)
- Italo Svevo, écrivain (2011)
- Lucie de Syracuse, sainte (2004)

### T
- Paul de Tarse, saint (1961, 2015)
- Le Tasse, poète (1932)
- François de Taxis, homme d'Etat (1982, 2017)
- Luigi Tenco, chanteur (2017)
- Valentin de Terni, saint (2016)
- Giambattista Tiepolo, peintre (1973)
- Tite-Live, historien (1941, 2017)
- Ugo Tognazzi, acteur (1997)
- Niccolò Tommaseo, écrivain (1974)
- Pio La Torre, homme politique (2017)
- Evangelista Torricelli, physicien (1958)
- Arturo Toscanini, chef d'orchestre (1967,2007)
- Totò, acteur (2017)
- Cristina Trivulzio Belgiojoso, femme de lettres (2011)

### V
- Carlo Valenzi, (2009)

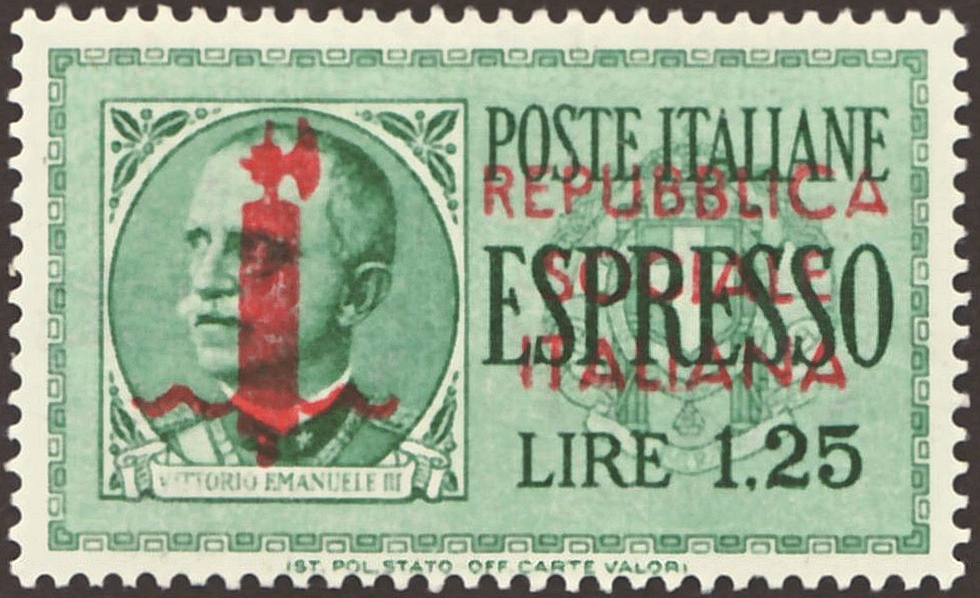
Victor-Emmanuel III sur un timbre de 1944 surchargé.

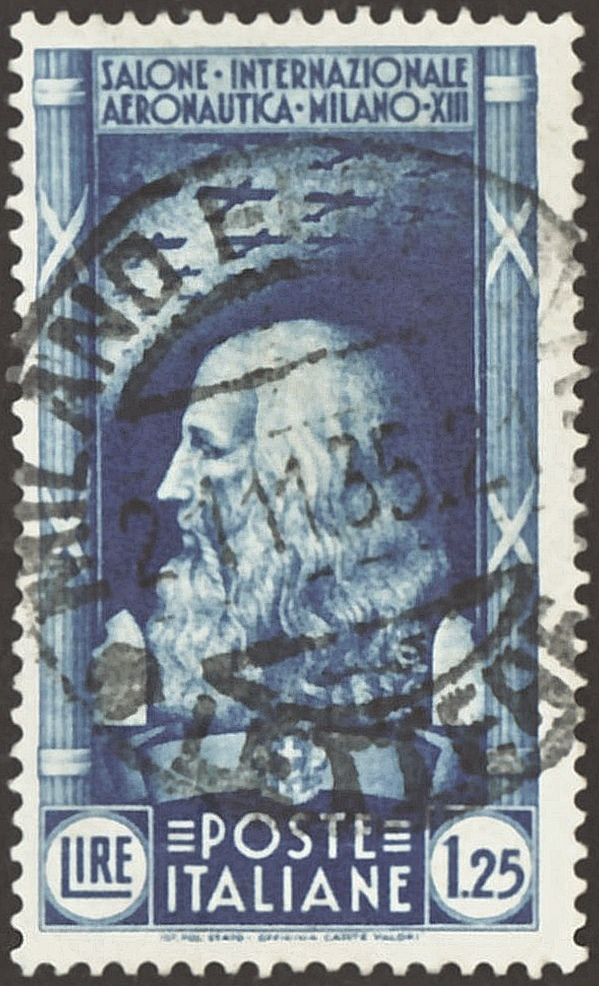
Léonard de Vinci sur un timbre de 1935 célébrant le premier salon internationale de l'aéronautique à Milan.

- Attilio Vallecchi, typographe (2003)
- Vittorio Valletta, industriel (2017)
- Ezio Vanoni, homme politique (2003)
- Achille Varzi, pilote automobile (2004)
- Giorgio Vasari, peintre (2011)
- Giuseppe Verdi, compositeur (1951, 1963, 2000, 2013)
- Giovanni Verga, écrivain (1972)
- Paul Véronèse, peintre (1973)
- Giovanni da Verrazzano, explorateur (1964)
- Pietro Verri, philosophe (1997)
- Andrea del Verrocchio, sculpteur (1973)
- Amerigo Vespucci, commerçant (1954, 1998)
- Giambattista Vico, philosophe (1968)
- Victor-Emmanuel II, roi (1861-1863, 1865, 1867, 1877, 1910, 1951, 1978, 1985-1986, 2000-2001, 2006, 2011)
- Victor-Emmanuel III, roi (1901, 1903, 1905-1906, 1908-1911, 1913, 1916-1929, 1932-1934, 1938, 1944-1945, 2006)
- Victoria, reine (1979, 1985, 2015)
- Léonard de Vinci, peintre (1932, 1935, 1938, 1952)
- Virgile, poète (1930, 1981)
- Luchino Visconti, réalisateur (2006, 2016)
- Rose de Viterbe, sainte (2000)
- Elio Vittorini, romancier (2016)
- Giuseppe Di Vittorio, homme politique (1984, 2007, 2017)
- Antonio Vivaldi, violoniste (1975)
- Alessandro Volta, physicien (1927, 1949, 1992, 1999)

### W
- George Washington, homme d'Etat (1985)

### X
- Leonardo Ximenes, mathématicien (2016)

## Timbres pour colis postaux

### H
- Humbert Ier, roi (1884-1886)

## Trieste Zone AMGVG

### A
- Auguste, empereur (1945)

### C
- Jules César, empereur (1945)

### V
- Victor-Emmanuel III, roi (1945)

## Occupation alliée de l'Italie

### C
- Jules César, empereur (1943)

### V
- Victor-Emmanuel III, roi (1943)

## Garde Nationale

### A
- Auguste, empereur (1943-1944)

### C
- Jules César, empereur (1943-1944)

### V
- Victor-Emmanuel III, roi (1943-1944)

## Timbres militaires

### A
- Auguste, empereur (1943)

### C
- Jules César, empereur (1943)

### V
- Victor-Emmanuel III, roi (1943)

## Timbres officiels

### V
- Victor-Emmanuel III, roi (1933-1934)

## Poste coloniale italienne

### A
- Dante Alighieri, poète (1932)

### G
- Anita Garibaldi, femme politique (1932)
- Giuseppe Garibaldi, homme politique (1932)

## Afrique orientale italienne

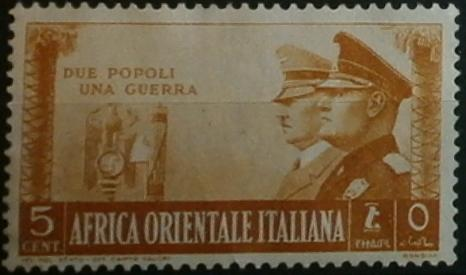
Adolf Hitler et Benito Mussolini sur un timbre de poste aérienne de 1941.

### A
- Auguste, empereur (1938)

### H
- Adolf Hitler, homme d'Etat (1941)

### M
- Benito Mussolini, homme d'Etat (1938, 1941)

### V
- Victor-Emmanuel III, roi (1938)

## Occupation italienne durant la première guerre mondiale (émissions générales et Vénétie Julienne)

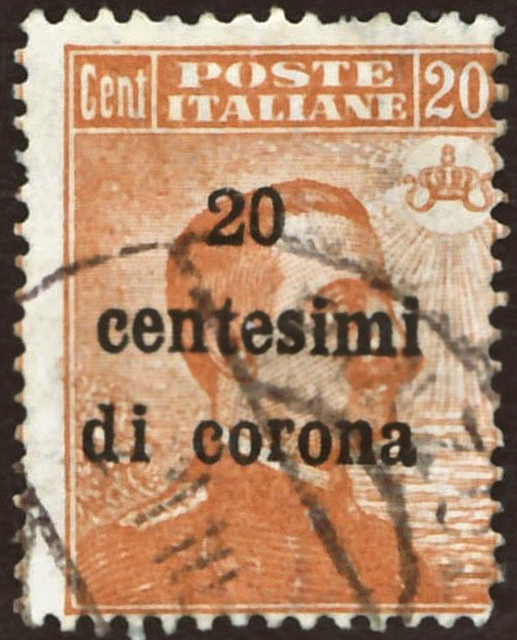
Victor-Emmanuel III sur un timbre de 1919.

### C
- Charles Ier, empereur (1918)

### V
- Victor-Emmanuel III, roi (1918-1919, 1921-1922)

## Bureau de poste italienne à l'étranger (émissions générales)

### H
- Humbert Ier, roi (1881-1888)

### V
- Victor-Emmanuel II, roi (1874, 1878-1879)

## Royaume de Sardaigne

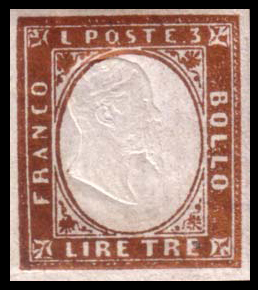
Victor-Emmanuel II sur un timbre de 1861.

### V
- Victor-Emmanuel II, roi (1851, 1853-1863)

## Royaume de Sicile

### F
- Ferdinand II, roi (1859)

## Vénétie Lombardie

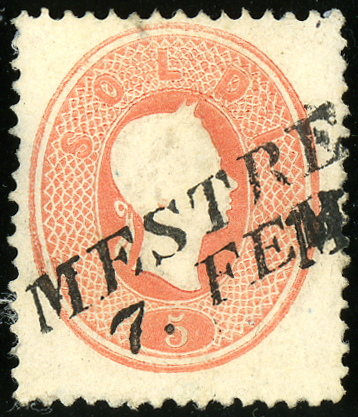
François-Joseph Ier d'Autriche sur un timbre de 1861.

### A
- François-Joseph Ier d'Autriche, empereur (1858, 1861-1862)

## Sources
- https://www.stampworld.com/fr/maps/Italy/